# 伊桑埃爾
伊桑埃爾是太平洋島國瓦努阿圖的城鎮，也是塔菲亞省的首府，位於塔納島西岸，居民以美拉尼西亞人為主，2006年該鎮人口約1,500。